# Comuna de Osięciny
Osięciny (polaco: Gmina Osięciny) é uma gminy (comuna) na Polónia, na voivodia de Cujávia-Pomerânia e no condado de Radziejowski.
De acordo com os censos de 2004, a comuna tem 8146 habitantes, com uma densidade 66,2 hab/km².

## Área
Estende-se por uma área de 122,99 km², incluindo:
- área agrícola: 89%
- área florestal: 5%

## Demografia
Dados de 30 de Junho 2004:
Predefinição:Info/Comuna da Polónia/Demografia
De acordo com dados de 2002, o rendimento médio per capita ascendia a 1277,47 zł.

## Subdivisões
- Bartłomiejowice, Bełszewo, Bełszewo-Kolonia, Bilno, Bodzanówek, Borucin, Borucinek, Jarantowice, Karolin, Kościelna Wieś, Krotoszyn, Lekarzewice, Leonowo, Nagórki, Osięciny, Osłonki, Pieńki Kościelskie, Pilichowo, Pocierzyn, Powałkowice, Ruszki, Samszyce, Sęczkowo, Szalonki, Ujma Mała, Wola Skarbkowa, Zagajewice, Zblęg, Zielińsk, Żakowice.

## Comunas vizinhas
- Bądkowo, Brześć Kujawski, Bytoń, Dobre, Lubraniec, Radziejów, Topólka, Zakrzewo